# Secondo Pessi

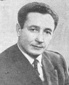

Secondo Pessi (Asti, 15 gennaio 1905 – Genova, 12 settembre 1975) è stato un politico, partigiano e sindacalista italiano.

## Biografia
Iscritto al Partito Socialista Italiano, nel 1925 si avvicina all'ideologia comunista e si iscrive al Partito Comunista d'Italia. Antifascista precoce, si trasferisce da Asti a Torino, dove viene in contatto con la dirigenza comunista clandestina. Dal 1928 al 1930 mantiene i contatti tra l'Italia e l'organizzazione in esilio in Francia. Nel 1931 rientra ad Asti, ma viene costretto dalle violenze squadriste ad espatriare. Vive a Parigi dove si mantiene con la sua attività di parrucchiere, diventando elemento di rilievo nella comunità dei lavoratori italiani emigrati. Nel 1935 rientra in Friuli-Venezia Giulia per organizzare il movimento di opposizione al regime.
Arrestato dall'OVRA viene condannato a 12 anni di reclusione che sconterà parzialmente, fino all'amnistia del 1941, nel carcere romano di Regina Coeli. Rientrato nel paese natale, dopo la firma dell'Armistizio del 1943 partecipa alla Resistenza in Liguria, dove col nome di "Mariani" diventa il referente del Partito Comunista Italiano nel CLN regionale. Trasferitosi dopo il termine del conflitto a Genova ricopre ruoli dirigenziali nel partito, venendo eletto prima alla Camera dei deputati e poi al Senato, dalla I alla III legislatura.
Nel 1955 viene eletto nella segreteria nazionale della CGIL con Giuseppe Di Vittorio. Nel 1961 si allontana dai vertici del partito e del sindacato, e si iscrive al Partito Socialista. Conclude il proprio mandato parlamentare nel 1963. Muore per una trombosi durante una riunione politica nel 1975.
Cittadino onorario di Genova, ha ricevuto due croci di guerra.